# Groene belegging
Een groene belegging is in Nederland een vorm van duurzaam beleggen waarbij wordt belegd in een groenfonds, dat wordt gebruikt om milieuprojecten te financieren. Beleggen in een groenfonds betekent dat iemand goedkoop geld uitleent aan banken. Hierdoor kunnen de "groenbanken" weer goedkope leningen verstrekken aan projecten, bijvoorbeeld een biomassacentrale, duurzaam gebouwde woning, een windmolenpark, of een biologisch landbouwbedrijf. Dit heet groene financiering. 
Het rendement op groenfondsen is beperkt. Dat lagere rendement wordt echter onder voorwaarden deels gecompenseerd door een belastingvoordeel. 
Voor de Wet inkomstenbelasting 2001 (IB) kan de belastingdienst vormen van sparen en beleggen goedkeuren als groene belegging. Ondanks de term "belegging" kan het zowel gaan om groene spaartegoeden (in de praktijk een spaardeposito met een looptijd van minstens een jaar of een spaarrekening waarbij het geld ook een jaar vaststaat en gedurende dit eerste jaar ook een vaste rente heeft) als om aandelen in een groenfonds. Als specifiek de laatste worden bedoeld wordt wel de formulering 'groene overige bezittingen' gebruikt (of, zoals de wet doet: 'groene beleggingen in de vorm van overige bezittingen').
Een nieuwe groene belegging is alleen nog fiscaal relevant voor de peildatum 1 januari 2026, en dan nog veel beperkter dan voorheen. Anderhalve maand voor de peildatum, wanneer de Tweede Kamer de definitieve wet Belastingplan goedkeurt, worden de definitieve fiscale voorwaarden bekend (tenzij de Eerste Kamer het afkeurt, maar dat gebeurt zelden of nooit omdat dat bij een Belastingplan erg ingrijpend is; gebruikelijker is dat de Eerste Kamer toezeggingen eist). Dat zou het verstandig maken pas dan te besluiten over groen sparen, maar daar staat tegenover dat dit zo laat in het jaar niet altijd meer mogelijk is.
Tot een maximum per belastingplichtige  (2022: € 61.215; 2023: € 65.072; 2024: € 71.251; 2025: € 26.312; 2026: nog niet bekend; 2027: regeling afgeschaft) tellen deze spaartegoeden en de waarde van de aandelen niet mee als vermogen. Daarnaast is er de korting voor groene beleggingen (een heffingskorting) (2024: 0,7%; 2025: 0,1%; 2026: nog niet bekend; 2027: regeling afgeschaft) van het vrijgestelde vermogen aan groene beleggingen (maximaal dus € 498 voor 2024 en € 26 voor 2025). De extreme verlaging van de korting voor groene beleggingen heeft voor de Belastingdienst het voordeel boven afschaffing dat het een parameterwijziging is, die is gemakkelijker uit te voeren.
De sterke verlaging met ingang van 2025 van het bedrag van € 71.251 naar in eerste instantie € 30.000 (waardoor ook de maximale heffingskorting werd verlaagd naar € 210) was geregeld in de verder ongerelateerde Wet aanpassing fiscale bedrijfsopvolgingsfaciliteiten 2024 . Een en ander is een gevolg van een aangenomen amendement, met dit als dekking van een wijziging van een voorgestelde verandering van fiscale bedrijfsopvolgingsfaciliteiten.
Ook de verdere beperkingen van november 2024 die er voor 2025 nog bovenop kwamen vormen de dekking voor ongerelateerde hogere overheiduitgaven elders. Terwijl de vorige wijziging ruim een jaar van tevoren bekend werd, was dit bij deze wijzigingen slechts anderhalve maand van tevoren. Zowel de extreme verlaging van de heffingskorting als de verlaging van het maximale spaarbedrag dupeert spaarders die eerder in 2024 op basis van de toen voor 2025 wettelijk vastgestelde regels spaargeld als groen spaartegoed voor een jaar hebben vastgezet.
Bij overschrijding van het maximumbedrag geldt de voor de belastingplichtige gunstige regeling dat deze overschrijding sinds 2023 zoveel mogelijk wordt ingedeeld bij groene banktegoeden, zodat de vrijstelling zoveel mogelijk geldt voor de groene overige bezittingen, en alleen tot het eventuele resterende vrijstellingsbedrag voor de groene banktegoeden.
Bij het aan het einde van het jaar verwerven en aan het begin van het nieuwe jaar weer verkopen van een maatschappelijke belegging, met als enig doel het behalen van fiscaal voordeel, kan de belastingdienst dit voordeel weigeren op basis van fraus legis. Soms neemt ook het betreffende beleggingsfonds maatregelen om dit te voorkomen.
Soms wordt de rente over een groene belegging geschonken aan een gelieerde algemeen nut beogende instelling zodat naast de al genoemde belastingvoordelen er ook giftenaftrek in box 1 is.

## Groenfondsen
De Wijziging van enkele belastingwetten en enige andere wetten (Fiscale verzamelwet 2024) heeft in Artikel I, onderdeel D Artikel 5.14 IB per 1 januari 2024 zodanig gewijzigd dat groenfondsen die worden gehouden en beheerd door vergunninghoudende banken in Nederland, kunnen worden ontslagen van de verplichting tot het hebben van een eigen bankvergunning. Het depositogarantiestelsel biedt de garantie van € 100.000 dan slechts voor het gecombineerde saldo van spaargeld in het groenfonds en bij andere rekeningen van dezelfde bank.
Voorbeelden van groenbanken en groenfondsen zijn:
Sparen (nieuwe inleg vaak slechts incidenteel mogelijk):
- Rabo Bank of Rabo Groen Bank (eventueel samengaan niet duidelijk) - Rabobank Groendeposito[18] of Rabo Groensparen, spaarrekening met variabele rente; elke inleg is een jaar geblokkeerd[19]
- ING Groen Spaardeposito van ING (bank)[20] ING Groenbank is per 1 juli 2024 samengegaan met ING Bank.
- ABN AMRO Groenbank - Groen Spaardeposito's[21] Per 1 november 2024 zal ABN AMRO Groenbank B.V. ophouden als zelfstandige bank te bestaan en onderdeel worden van ABN AMRO Bank N.V.

Beleggen:
- ASN Groenprojectenfonds[22]
- Triodos Groenfonds[23]

## Consequenties voor inkomstenbelasting en vermogenstoetsen
De vrijstelling vermindert het forfaitaire rendement in box 3 (maar niet tot minder dan nul), waardoor de belasting in box 3 vermindert (maar niet tot minder dan nul).
De korting voor groene beleggingen van 0,7% van het vrijgestelde vermogen aan groene beleggingen vermindert de belasting in de drie boxen samen, maar niet tot minder dan nul.
Als bijvoorbeeld bij een groen spaardeposito de rente 0,5% is, dan is het totale rendement 1,2%. Dit kan vergeleken worden met het netto rendement op een gewoon spaardeposito bij bijvoorbeeld een rente van 1%, en een forfaitair rendement op banktegoeden in de Overbruggingswet box 3 van ook 1%, dat bij een belastingtarief van 32% een netto rendement heeft van 1% min 0,32% belasting, is 0,68%.
Bij een vermogenstoets kunnen groene beleggingen wel of niet meetellen. Zo definieert de Wet op de rechtsbijstand vermogen als de rendementsgrondslag bedoeld in artikel 5.2 van de Wet op de inkomstenbelasting 2001; daarbij bepaalt art. 5.13 dat tot de bezittingen niet behoren groene beleggingen (tot het maximum); als gevolg daarvan worden deze niet meegeteld bij de bepaling van het vermogen.
De wet Overige fiscale maatregelen 2013 heeft aan de Wet op de zorgtoeslag en de Wet op het kindgebonden budget toegevoegd dat er wordt uitgegaan van een afwijkende grondslag sparen en beleggen, die geen rekening houdt met de vrijstelling bedoeld in artikel 5.13 van de Wet inkomstenbelasting 2001; groene beleggingen worden dus wel meegeteld bij de bepaling van het vermogen.

## Fiscale geschiedenis
"Maatschappelijke beleggingen" was tot en met 2012 de verzamelnaam voor groene beleggingen en sociaal-ethische beleggingen. Ook voor de laatstgenoemde waren er fiscale facilteiten.
In de eerste aangenomen versie van de Wet IB was er alleen een vrijstelling. In een voorstel tot wijziging van die wet vóór invoering was er daarnaast een aftrekpost van 2,5%. In een amendement is deze gewijzigd in een heffingskorting van 1,3%. het Belastingplan 2011 bepaalde dat dit in 2011 1% werd, in 2012 0,7%, in 2013 0,4% zou worden en in 2014 zou worden afgeschaft. De Wet uitwerking fiscale maatregelen Begrotingsakkoord 2013 (UFM) bepaalde dat de verdere verlaging en uiteindelijke afschaffing van het inmiddels tot 0,7 % verlaagde percentage voor groene beleggingen niet doorging.
De UFM heeft de vrijstelling en heffingskorting voor sociaal-ethische fondsen (zoals het ASN-Novib Fonds, Oikocredit Nederland Fonds en Triodos Fair Share Fund) per 1-1-2013 afgeschaft.
Soms gebruikt een bank in fiscale informatie nog de term "maatschappelijke beleggingen", er worden dan groene beleggingen bedoeld.